# Petenia splendida
Petenia splendida és una espècie de peix de la família dels cíclids i de l'ordre dels perciformes.

## Morfologia
- Els mascles poden assolir 50 cm de longitud total.[1][2]

## Alimentació
Menja peixos.

## Hàbitat
Viu en zones de clima tropical entre 26 °C-30 °C de temperatura.

## Distribució geogràfica
Es troba a Centreamèrica: vessant atlàntic des del riu Grijalva fins al riu Usumacinta (Mèxic i Belize).